# Cratere Poe
Poe  è un cratere sulla superficie di Mercurio.